# Pothos longipes
Pothos longipes es una planta trepadora de la familia Araceae nativa de las selvas tropicales del este de Australia. Distribuida desde la reserva natural de Boorganna en la costa central norte de Nueva Gales del Sur hasta la zona tropical de Queensland. Se encuentra principalmente en troncos de árboles y puede hallarse hasta los 1150 m s. n. m..

## Descripción
Una esbelta trepadora o hemiepífita, con hojas aplanadas que aparecen constreñidas en forma de cintura de avispa en el centro, miden de 1,5 a 5 cm de largo y 5 a 15 mm de ancho.
Las flores se forman desde finales de primavera hasta principios de verano, siendo verdosas o moradas y con una espata lanceolada de unos 25 mm de largo. El espádice es amarillento y cilíndrico, de hasta 6 cm de largo. Flores generalmente solitarias, sobre un tallo de 5 cm. El fruto es una drupa roja de 8 a 13 mm de largo, generalmente es alimento de aves como el casuario, el ave del paraíso de Victoria y paloma de la fruta. Las semillas frescas germinan con facilidad.

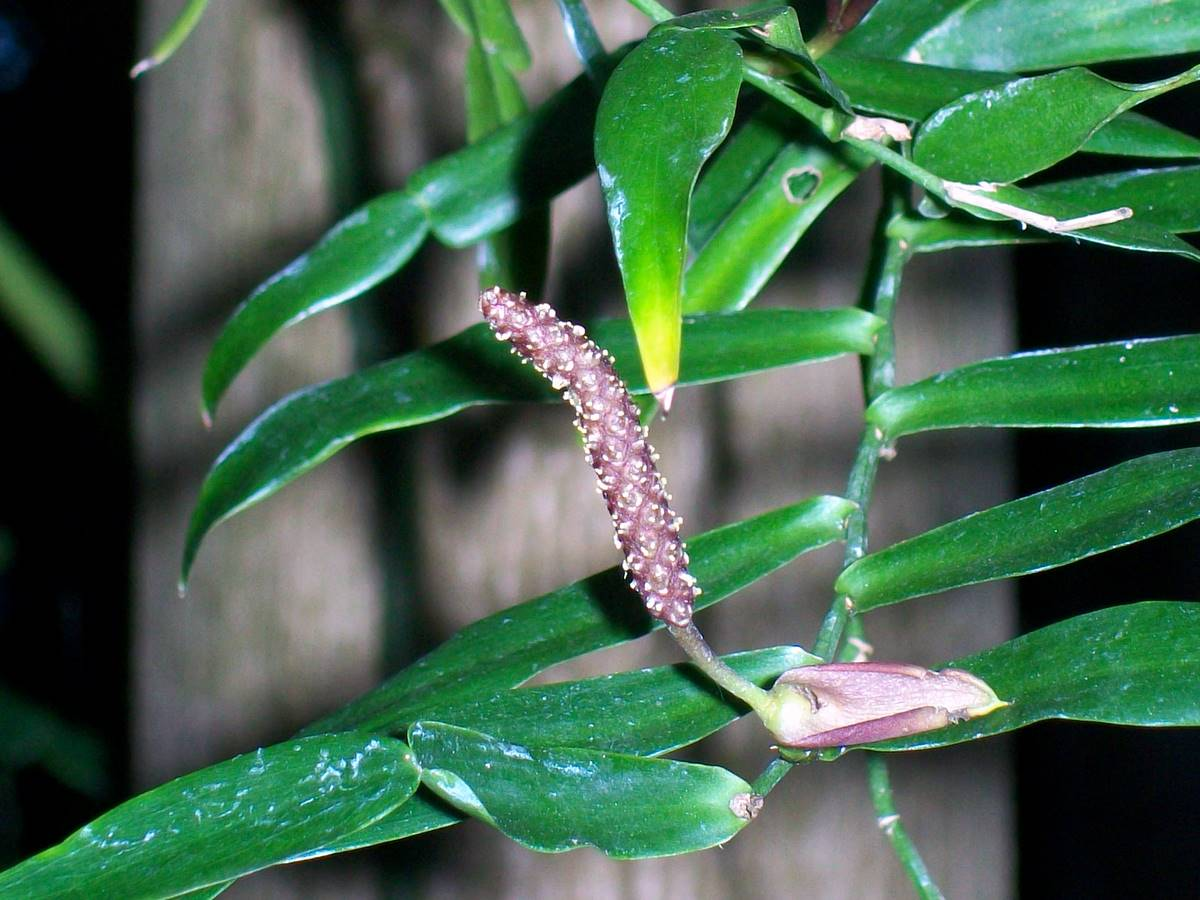
Detalle de inflorescencia.

## Galería

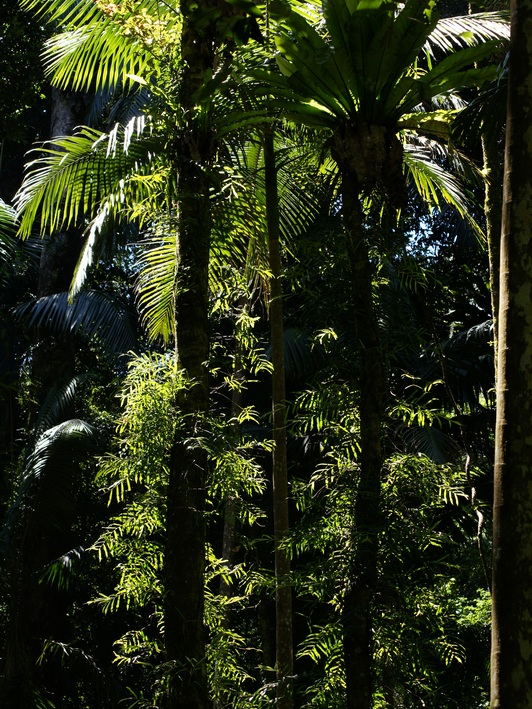